# 開心網
開心網（かいしんもう）は、中華人民共和国の北京开心人信息技术有限公司の提供する、SNS（ソーシャル・ネットワーキング・サービス）である。2009年当時は飛ぶ鳥を落とす勢いで発展を遂げたが、その後、2011年頃から顕著な凋落が始まり、2016年に事業譲渡により事実上倒産、サービスは閉鎖された。

## 概要
登録者数は9300万人余りと、中国政府がFacebookへのアクセスを妨害しているために国内大手（2位）である。

## 参照
- 中国ＳＮＳ　排他の成果　人人網などフェースブックを凌駕 (1/2ページ) - SankeiBiz（サンケイビズ）